# Adolf Dahle
Adolf Dahle (geboren 2. Oktober 1890 in Hannover; gestorben 1. November 1954 in Berlin) war ein deutscher Maler, Zeichner und Entwurfszeichner für Glasmalereien. Seinen Ruf erwarb er sich insbesondere als Pferde- und Pferdesportmaler.

## Leben

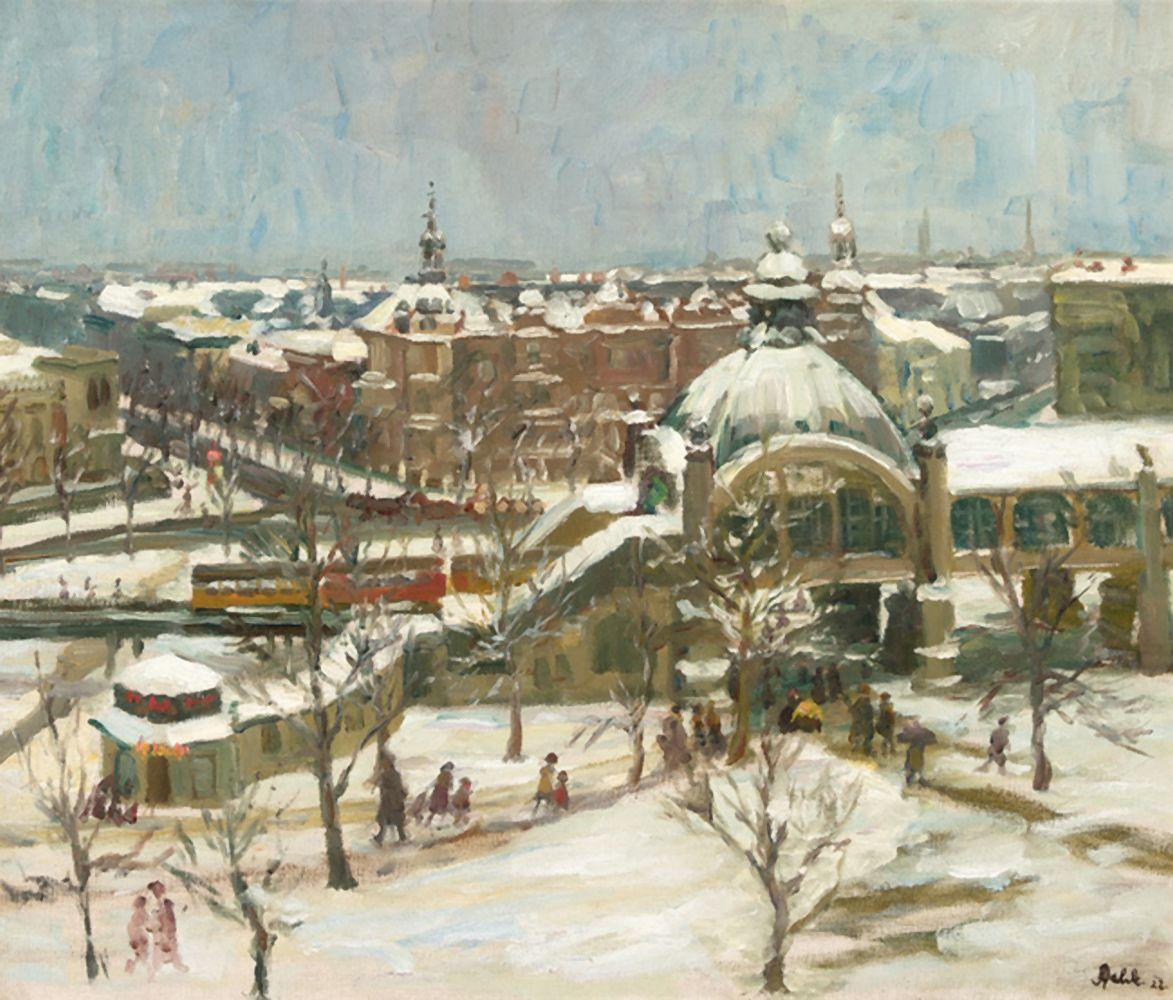
Nollendorfplatz im Winter (1922). Öl auf Leinwand

Pferdeführer. Aquarell

Friedrich II. von Preußen mit Gefolge vor dem Stadtschloss in Potsdam. Öl auf Leinwand

Adolf Dahle, gebürtiger Hannoveraner, verbrachte seine Jugend in Berlin und auf dem Lande, wo er eine Liebe zu Pferden entwickelte.
Ab 1909 studierte er an der Königlich Preußischen Akademie der Künste zunächst bei Arthur Kampf. Er unterbrach seine Studien, um als Kriegsfreiwilliger von 1914 bis 1918 im Ersten Weltkrieg zu kämpfen, in dem er sich mehrere Auszeichnungen erwarb. Nahe dem belgischen Ort Diksmuiden wurde Dahle verwundet.
In der Frühzeit der Weimarer Republik setzte er seine Studien bis 1920 in Berlin-Charlottenburg fort unter Raffael Schuster-Woldan sowie als Meisterschüler von Georg Koch. Zudem unternahm Dahle Studienreisen nach Italien, Griechenland, Afrika und Frankreich.
Seinen Ruf als Pferde- und Pferdesportmaler begründete Dahle in den 1920er Jahren. Im Auftrag verschiedener großer staatlicher und privater Gestüte porträtierte er berühmte Rennpferde. Als Mitglied des Union-Klubs besuchte er nahezu alle Rennveranstaltungen und holte sich dort Anregungen für seine Arbeiten. Daneben wirkte er jahrzehntelang als ständiger Mitarbeiter bei dem Leipziger Verlag J. J. Weber sowie beim Berliner Scherl-Verlag, für dessen Zeitschrift Sport im Bild er die Titelbilder lieferte.
Dahle wurde Mitglied des Vereins Berliner Künstler und war anschließend einer der Mitbegründer der Künstlervereinigung Der Ring. Für verschiedene Verlage entwarf er Illustrationen und Plakate. Stilistisch sind seine in den 1920er und frühen 1930er Jahren entstandenen Arbeiten einem „malerisch gelockerten Realismus zuzuordnen, der die Dynamik der Bewegungsmotive von Roß und Reiter erfaßt.“

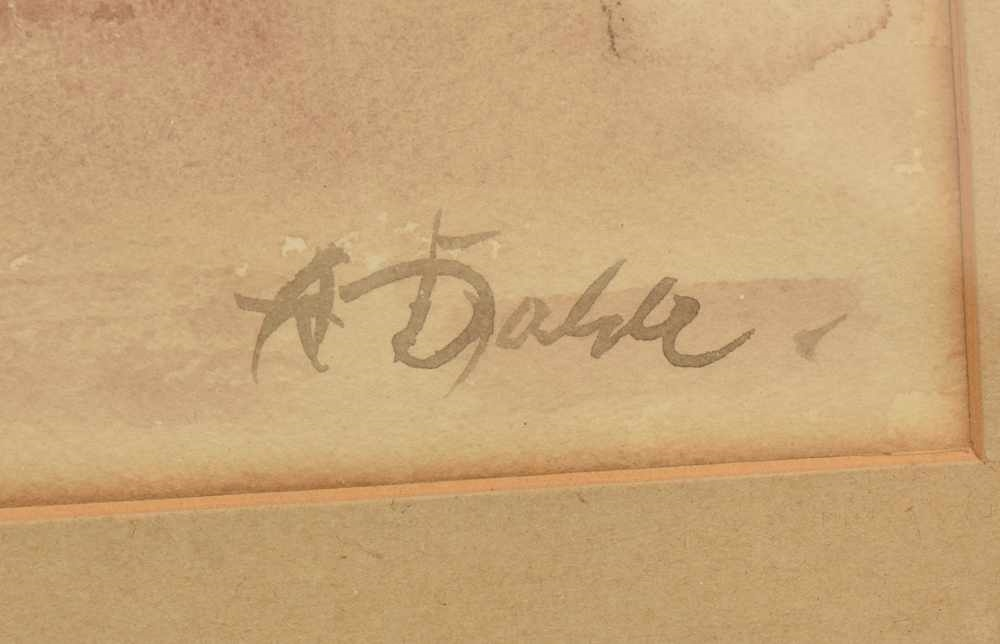
Künstlersignatur „A Dahle“ auf dem Pferde-Aquarell Im Zaum gehalten, ohne Datum

In der Zeit des Nationalsozialismus war Dahle Mitglied der Reichskammer der bildenden Künste. Der auf Pferdemalerei spezialisierte und in Berlin wohnende Künstler wurde geschätzt. Für diese Zeit ist seine Teilnahme an 17 großen Ausstellungen sicher belegt. Dahle beteiligte sich an der Ausstellung Junge Kunst im Deutschen Reich, die 1943 im Künstlerhaus Wien stattfand. Arbeiten Dahles fanden Aufnahme in privaten und städtischen Sammlungen.
Ab 1935 wirkte Dahle als Mitglied der Ateliergemeinschaft Klosterstraße, wo er ein großes Atelier erwarb. In dieser Schaffensperiode entwickelte er „einen Stil von stärkerer Monumentalität“, dessen formal strenge Komposition er durch eine ruhige Abstufung der Farbskala ausglich, in der Grautöne dominierten. Durch sein Streben nach Monumentalität beschäftigte sich Dahle dann auch mit großformatigen Wandbildern, die sich thematisch insbesondere Industrieunternehmen zum Ziel hatten. So erhielt er Aufträge von der AEG, Siemens und der Maschinenfabrik Lübeck, führte daneben auch Wandmalereien in der Empfangshalle des Flughafens Leipzig, in der Berliner Lindenkirche sowie das dortige, später im Krieg zerstörte Glasfenster des Altars aus.
Große Bekanntheit erlangte Dahles Gemälde anlässlich der Olympischen Sommerspiele 1936, das später – 1978 – aus Haushaltsmitteln des Berliner Senators für Kulturelle Angelegenheiten angekauft wurde.
Während des Zweiten Weltkrieges Dahles im Rahmen eines Reichsarbeitsdienst-Wettbewerbes unter dem Titel „Kunst und Arbeit“ gezeigtes und im Juli 1944 im Illustrierten Beobachter abgedrucktes Gemälde Übermut als eines „der besten Werke“ prämiert.
Durch die Luftangriffe der Alliierten auf Berlin wurde Dahles Atelier in der Ateliergemeinschaft Klosterstraße im Februar 1945 ein Opfer der Fliegerbomben, wobei ein Großteil seines Lebenswerkes zerstört wurde.

## Werk
Dahle bevorzugte in seinen späten Jahren „figürliche Kompositionen für Hand- und Tafelbild.“ Die von ihm angewandten Techniken zur Herstellung seiner in verschiedenen Zeitschriften publizierten Bilder – insbesondere in der Sportillustrierten Sport im Bild – lassen „eine eindeutige Trennung von Zeichnung und Gemäldereproduktion […] nicht zu.“
Dahle publizierte seine Pressezeichnungen und -illustrationen unter anderem
- 1919 in der Deutschen Tageszeitung und 1931 in der Beilage Bilder zur Zeitgeschichte;[1]
- 1919 und 1929 in Die Gartenlaube;[1]
- 1920 und 1929 in Sport im Bild[1]

## Schriften
- Verwendung von Stahlmöbeln im Büro (= Organisation in der Praxis, Band 3). Organisation Verlagsgesellschaft, Berlin 1928.

## Ausstellungen
Regelmäßige Teilnahme:
- Ausstellungen der Berliner Galerie Schulte[2]
- Ausstellungen des Vereins Berliner Künstler,[2]
- Große Berliner Kunstausstellungen,[2]
- Ausstellungen der Akademie der Künste[2]
- Ausstellungen des Scherl-Verlages.[2]

Zudem wurden Werke Dahles auf Ausstellungen in Danzig, Darmstadt, Dresden, Heidelberg, Kiel, Stettin, Stuttgart, Wiesbaden, Lissabon, Straßburg und Wien gezeigt.
1955 gab es eine Gedenkausstellung mit Arbeiten Dahles im Berliner Rathaus Kreuzberg.

## Archivalien
Archivalien von und über Adolf Dahle finden sich beispielsweise
- im Landesarchiv Berlin, Archivaliensignatur LAB A-Rep 243-04 Nummer 1381[1]